# Maria Tănase
Maria Tănase (Bucareste, 25 de setembro de 1913 - 22 de junho de 1963) foi uma atriz e cantora romena.

## Biografia
Artista romena de enorme talento que se destacou tanto no teatro como no cinema, recordad na Romênia por ser uma das melhores intérpretes da música popular daquele país. Também desenvolveu seu lado musical no âmbito da opereta. Realizou numerosas tournês, tanto em seu país como no exterior. Atuou em Nova Iorque com a orquestra de Grigoraş Dinicu.
Debutou na rádio de seu país em 27 de fevereiro de 1937, cantando canções populares.  Gravou seu primeiro disco no ano seguinte. Suas gravações foram destruídas em 1940 pela polícia fascista, que a acusava de haver pervertido a natureza do folclore romeno. No entanto, tal ato pode ter sido uma represália contra a artista pelo fato de possuir vários intelectuais judeus em seu círculo de amizades.
Em 1955, recebeu o Premiul de Stat ("Prêmio do Estado"). Em 1957, foi agraciada com o título de Artistă Emerită e a medalha da Ordinul Muncii (Ordem pela Atividade).
Morreu de câncer em 1963.  Seu túmulo se encontra no cemitério de Bellu, em Bucareste.
Tănase é considerada a Édith Piaf romena.